# Воронцовка (Оренбургская область)
Воронцо́вка — село в Бузулукском районе Оренбургской области России. Входит в состав муниципального образования сельского поселения Елховский сельсовет.

## География
Село расположено на северо-западе района в 25 км от Бузулука и 3 км от села Елховка.

## История
Согласно сведениям краеведов, основано графом Воронцовым во 2 половине XVIII века на дарственных землях. Впоследствии Воронцов выиграл в карты у самарского землевладельца Иванова 15 семей крепостных, которых перевёз в это село. Долгое время деревня носила тройное название: Воронцовка-Ивановка-Андреевка. Позже владельцем села стал родственник Воронцова Кашкаров, но название сохранилось первоначальное. Усадьба его стояла на реке Танеевке, барин владел 1200 десятинами земли. Кашкаровым в 1902 г. построен спиртзавод. В 1910 г. числилось дворов- 99, мужчин — 306, женщин — 317, земли — 169 десятины. Административно деревня входила в Твердиловскую волость,- Покровский церковный приход.

## Население
| 2003 | 2010 |
| ---- | ---- |
| 179  | ↘144 |

Национальный состав
По данным Всероссийской переписи населения 2010 года:
| № | Национальность | Численность, чел. | Доля |
| - | -------------- | ----------------- | ---- |
| 1 | русские        | 124               | 86 % |
| 2 | азербайджанцы  | 10                | 7 %  |
| 3 | мордва         | 6                 | 4 %  |
| 4 | другие         | 8                 | 3 %  |

## Учреждения социальной сферы
- Воронцовский сельский клуб имени Владимира Высоцкого.
- Фельдшерско-акушерский пункт.